# Porche di Vallinfante
Le Porche di Vallinfante, o semplicemente Porche sono una piccola catena montuosa che hanno il loro culmine con la Cima di Vallinfante (2113 m s.l.m.), che è la cima più alta della giogaia.

## Percorsi
Le Porche di Vallinfante sono collegate con Colle La Croce, con Monte Porche, con la Cima Vallelunga, con il Passo Cattivo e con Monte Prata.

## Paesi vicini
Alle pendici delle Porche di Vallinfante vi è appunto Vallinfante. Vicino è anche il paese di Macchie.

## Altro
Alle sue pendici si trovano le sorgenti del Nera. Interessante dal punto di vista naturalistico è anche Lu Pisciaturu, una cascata che nasce anch'essa alle pendici delle Porche.